# تايلور هاين
تايلور هاين (بالإنجليزية: Taylor Hine)‏ هو لاعب كرة قدم أسترالية أسترالي، ولد في 24 يناير 1992.

## وصلات خارجية
- تايلور هاين على موقع AustralianFootball.com (الإنجليزية)
- تايلور هاين على موقع AFLtables.com (الإنجليزية)